# 1275年
| 千纪： | 2千纪 |
| 世纪： | 12世纪 \| 13世纪 \| 14世纪                                                                                 |
| 年代： | 1240年代 \| 1250年代 \| 1260年代 \| 1270年代 \| 1280年代 \| 1290年代 \| 1300年代                           |
| 年份： | 1270年 \| 1271年 \| 1272年 \| 1273年 \| 1274年 \| 1275年 \| 1276年 \| 1277年 \| 1278年 \| 1279年 \| 1280年 |
| 纪年： | 乙亥年（猪年）；元至元十二年；南宋德祐元年；越南寳符三年；日本文永十二年，建治元年                         |

## 大事记
- 意大利旅行家馬可·波羅沿着丝绸之路到达元朝的首都大都（今北京市）。
- 荷兰阿姆斯特丹名稱已出現於文獻。
- 馬林王朝從北非及伊比利亞兩條戰線開始攻擊卡斯蒂利亞,但一直處於膠著狀態，成為伊斯蘭勢力最後一次對伊比利亞的入侵。
- 宋恭帝改年號德祐
- 伯颜在常州进行大屠杀，全城仅有7人生还。
- 丁家洲之戰，南宋權臣賈似道親自指揮作戰，幾乎未加抵抗即退回建康，罷官後被監送官鄭虎臣殺於漳州。
- 潭州之戰，元兵攻破長沙，嶽麓書院被付之一炬，師生數百人集體自盡。
- 鎌倉幕府為抵禦蒙古帝國興建元寇防壘。
- 那木罕部將昔裡吉等於次年底發動兵變，將安童抓獲後交予海都。

## 逝世
- 賈似道，南宋宰相。